# 邓演达
邓演达（1895年3月1日—1931年11月29日），又名策成、仲密，字择生，化名石生登，广东归善永湖乡鹿颈村人（今惠州市惠城區三栋镇），鄧演存胞弟，中华民国政治人物。历任黄埔军校教练部副主任、黄埔军校教育长、国民革命军总司令部政治部主任兼武汉行营主任、中国国民党中央执行委员、中国国民党中央政治委员会委员、中国国民党中央军事委员会总政治部主任等。在国民党内部属于國民黨左派。1931年被蔣中正秘密處決於南京麒麟門。

## 生平

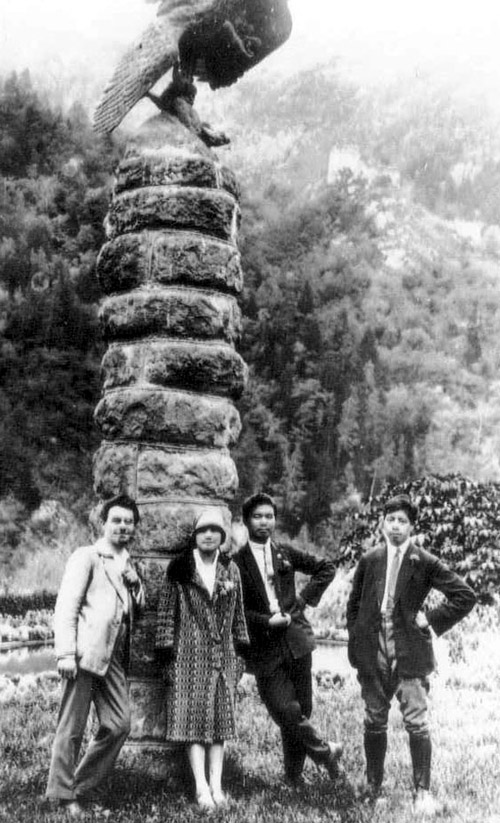
鲍罗廷（左）、宋庆龄（中）、邓演达（右二）1927年12月在苏联高加索。

鄧演達1895年3月1日生于广东省惠阳县永湖乡鹿颈村。父亲邓镜人是清光绪年间秀才，继承客家人知书识礼的传统。他无意仕途、热心教育，在家乡创办鹿颈小学，后受淡水镇崇雅学堂聘为教员，曾写下“培植资时雨，英雄起草茅”的条幅自勉。长子名演存，字竞生；次子名演达，字择生。邓演达10岁时跟随父亲赴淡水镇读书，在父亲启蒙下，开始接受新思潮教育。
1909年，和大哥一起考入广东省陆军小学堂。1910年，广州庚戌新军起义，由于事起仓促而失败，清军到处捉拿革命軍。邓演达、郭冠杰等陆小学生由黄埔进城，四处散发传单宣傳革命。1911年辛亥革命时期受命往潮汕参加姚雨平广东讨虏军北伐。1912年，邓演达与郭冠杰一起考入广东陆军速成学校步兵科。1914年，19岁的邓演达考入武昌陆军第二预备学校。1916年春，邓演达以优等生资格毕业，和黄琪翔、叶挺等一起，直接升入保定陆军军官学校第六期，攻读工兵科。1919年2月毕业後，分發至西北边防军。1920年10月回广东，经孙中山粤军总司令部参议何子渊（何贯中长兄）引荐，参加邓铿的粤军第一师，为该师参谋兼步兵独立营营长。1921年12月下旬，邓铿派邓演达护送皖系代表徐树铮秘密赴桂林与孙中山磋商国是，同船西溯者还有蒋中正。到达广西梧州后，鉴于广西初定，土匪出没，道路阻塞，增派总统警卫团营长叶挺率全营护送他们到桂林。在桂林，邓演达第一次见到了孙中山。六一六事變鄧演達營救廖仲愷脫險後，乘船赴港轉滬與孫中山回合。邓演达联合李济深、张发奎、李章达等人密谋反陈计划，大家公推邓演达前往上海请示。邓演达秘密经香港到上海，向孙中山报告广东和第一师的情况，请示往后行动计划，受命返广东秘密联络滇、桂、粤军中的革命将士，组成西路讨贼军。由于第一师师长及参谋长均消极抵制，孙中山任命邓演达为前敌总指挥，许崇智为东路讨贼军总司令，西路滇、桂军配合粤军第一、三师起义，于1923年1月重新占领广州。1923年2月，孙中山重返广州，进驻大元帅府，掌握军权。孙中山下令整顿粤军，第一师扩编为第四军。因邓演达讨陈有功，拟提拔为第一旅旅长，邓演达认为自己还年轻，坚辞，并推荐陈铭枢任旅长。邓演达出任第三团团长后，提出民主建军的具体要求，反对独裁专制，凡属人事、财政等重大决策，必须经民主讨论决定。部队选举出财政委员会，民主管理财务；各排成立小组会议，每周开会讨论国内外大事；连队建立革命军人共乐会，学习革命理论。4月，沈鸿英在肇庆叛变。孙中山调兵平叛，邓演达的第三团为攻城先锋。肇庆攻取后，大元帅府所辖滇军突然叛变。邓演达所在的第一师又占广西梧州，把肇庆与梧州连成一片，声势浩大。在广西施政的白崇禧、黄绍竑、黄旭初、俞作柏等均保定军校出身，邓演达劝说他们参加革命。三团进驻梧州后，负责驻城治安。原驻守梧州的桂军冯葆初为保存实力，佯装归顺。邓演达将计就计，以共同维持治安为名，设立军警督察处，既可调查监视冯部，又使已经投向大元帅府的桂军黄绍竑等可以自由进出梧州共商大计。待时机成熟，邓演达借口发大水，黄绍竑部遭受洪水围困，将其调来梧州。当晚，与黄绍竑擺“鸿门宴”兵不血刃將冯葆初拿下。11月初，陈炯明进擊广州，邓率团参与左翼的迎击。
1924年初，國民黨中央委任蒋中正为中央軍校筹备委员会委员长，邓为7位筹备委员之一。军校筹备遇到许多困难，滇、桂军把持广东税收、财政，抗拒中央的命令，在军校经费拨款上进行刁难，使蒋中正在递交辞办军校的呈文后，於2月21日擅自离粤返浙。2月25日，孙中山派邓演达赴浙江奉化劝蒋中正回粤。3月初，邓演达抵达奉化，但蒋中正始終不肯返粤。邓演达于3月5日致电廖仲恺、汪精卫：“赴甬促介（石）返。介谓彼去，实因保持与先生（孙中山）之感情，现非有改革决心，国党皆陷绝望。若能公开整理财政、革除市侩垄断财权，并促展、汝回（胡汉民，字展堂；许崇智，字汝为，时二人在沪），则彼可回。其意坚决，盼陈先生，且警哲生（孙科，字哲生）醒悟，确定办法”。蒋中正离职后，该职由廖仲恺代理，邓演达与廖仲恺等人一起积极完成军校的筹备工作。4月，邓演达参与教学计划的制定工作，并受孙中山特派，到上海劝许崇智回粤任建国粤军总司令，同时在上海延揽人才、招收学员，多次让张申府推荐在国外留学且有才识的人士。6月16日，黄埔军校开学，任训练部副主任兼学生总队长。1924年底，辞职“自费”转道苏联赴德国学习。在柏林，鄧很快与当时由朱德任执委的中国国民党驻德支部取得联系，与朱德、高语罕、孙炳文、章伯钧等结成好友。柏林阿尔洛顿堡区康德街122号即留德学生总会是他们经常聚会的地方。1925年8月初，前往莫斯科學習考察兩個月。12月回国，1926年1月8日任黄埔军校教育长。
1926年3月發生“中山舰事件”，汪兆銘軍權被奪。4月2日，邓演达和张治中到东山官邸會见蒋中正，直言“3月20日镇压中山舰及缴俄顾问卫队械事，疑近于反革命行动”，於是被調至黄埔军校潮州分校任教育长。7月北伐，任国民革命军总司令部政治部中将主任。武昌战役时，邓担任攻城总指挥，亲临城下督战。10月9日攻克武昌，邓演达和徐谦等人在武汉成立国民党中央执行委员会和国民政府委员临时联席会议，代行中央党政机关职权。11月国民革命军总司令部移驻南昌，邓留武汉，兼任总司令部武汉行营主任，也因此產生衝突。1927年3月7日，国民党二届三中全会在武汉召开，免去了蒋中正的国民党中央常务委员会主席、军事委员会主席和军人部部长等职，邓演达当选中央执行委员、中央政治委员会委员、中央军事委员会主席团成员，军事委员会总政治部主任和中央农民部部长。之后，邓演达多次发表讲话，阐述反对“军事指挥党”。在武漢時，鄧演達也創辦了中央農民運動講習所，大力支持農民運動，實行民生主義。经邓演达提议，国民党中央于1927年4月2日成立了土地委员会，由邓演达任主任，毛泽东、谭平山、徐谦、顧孟餘为委员，为制定解决土地问题草案。
1927年4月初，汪精衛由欧洲回到上海，与陈独秀发表联合宣言，重申国共合作，領導武漢國民政府。「四一二事件」後，邓演达主张东征讨蒋，没有被汪精卫采纳。4月随军北进河南。6月从河南回到武汉。6月30日，给国民党中央委员会留下了《告别中国国民党的同志们》一信谴责蒋中正、汪精卫。他化装成检查电线杆的工人离开武汉，在潼关与苏联顾问鲍罗廷等人归国的汽车队回合，经榆林、包头，穿沙漠，越西伯利亚，于10月15日到达莫斯科。在此期间，發生了八一南昌起义。邓和宋庆龄未参加，但仍被推选为革命委员会七人主席团成员。11月1日，宋庆龄、邓演达和陈友仁在莫斯科发表了《对中国及世界革命民众的宣言》，声明继承孙中山遗志，坚持反帝反封建，提出组织“中国国民党临时行动委员会”（中国农工民主党前身），继续与新旧军阀斗争。1927年11月中旬，邓获得斯大林的接见。12月，邓演达深感自己主張與第三國際的分歧，於是由莫斯科转赴柏林。1928年5月4日宋庆龄也抵达柏林。這段期間他總結大革命時期的教訓，積極學習研究理論知識。
1930年5月，邓演达乘船抵達香港。8月9日与谭平山等人在上海法租界萨波赛路290号组建中国国民党临时行动委员会，中央机关设在上海法租界爱麦虞限路159号，鄧任中央干事会总干事。9月1日，召开第一次全国干部会议，發表《我们的政治主张》；并发行《政治周报》及《革命行为》等刊物。
1931年8月17日，由于陈敬斋
告密，邓在上海法租界愚园路愚园坊20号干部训练班讲课时，当时共13人被淞沪警备司令部侦察队特务和上海公共租界静安寺捕房警探逮捕。然后被羁押在静安寺捕房临时监狱。18日，宋庆龄从上海赶抵南京，面见蒋中正要求释放邓演达，蒋称不知道邓关押何处，交涉未果。8月19日晨，邓被押送至白云观淞沪警备司令部侦察队。8月21日，邓演达被单独押解到南京，关在羊皮巷军法司“优待室”。陈立夫来劝说邓与蒋合作，邓拒绝。不久发生九一八事变，蒋中正亲自三次来见邓，表示大敌当前，要邓放弃前嫌，与蒋合作，邓依然拒绝。11月25日，宋庆龄第二次来南京，以孫夫人的身份闯入中央军人监狱探望邓演达。11月29日晚，邓演达被秘密处决于南京麟麒门外沙子岗，年36岁。
邓演达被殺前，邓演达的哥哥邓演存天天都去陈铭枢处打听消息。陈一再告诉他：“蒋中正到了这个时候，决不敢对择生下毒手，放心吧！”宁粤妥协的条件之一就是蒋中正释放囚禁在南京的政治犯。1931年12月14日，宋庆龄从何应钦的部下處得知邓演达被殺的传闻，当即从上海赶至南京见蒋中正，质问道：“邓同志移到何处去了？我此时必须和他晤面一谈。” 蒋知道无法隐瞒，遂说：“现在你已不能和他见面了，他有许多危害政府的证据，已经被枪决了。”。1931年12月19日，宋庆龄在上海公开发表《宋庆龄宣言》（《国民党已不再是一个政治力量》），严厉谴责蒋中正。12月16日，临委会发出《中央通告》，号召全党“要在悲愤、惨痛中接受邓同志的遗教，坚实我们的团结、巩固我们的组织、整齐我们的步伐，一致携手踏着先烈光荣血迹前进、剿灭我们的敌人、完成我们神圣的事业”。

## 纪念

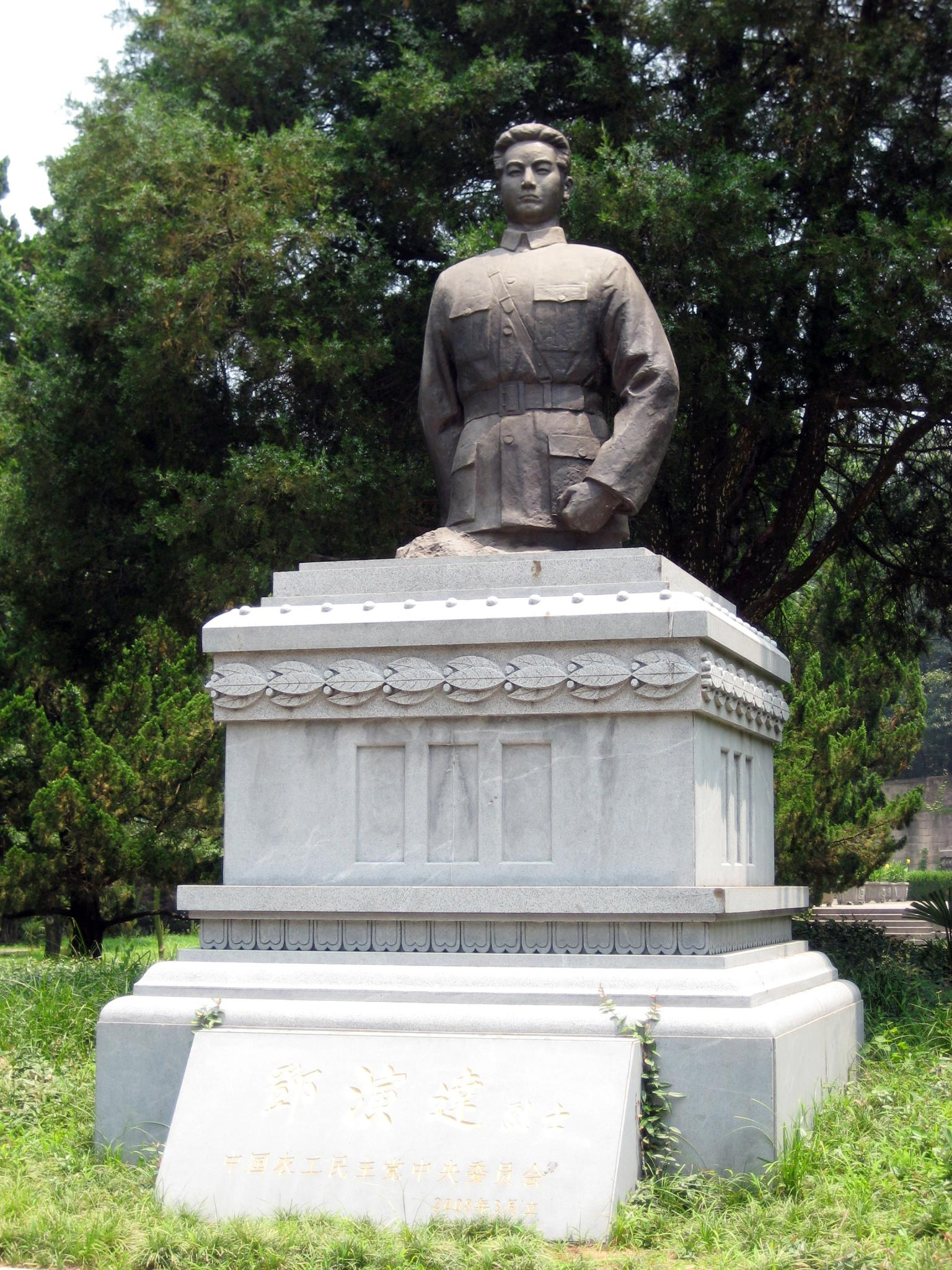
南京紫金山邓演达墓的铜像

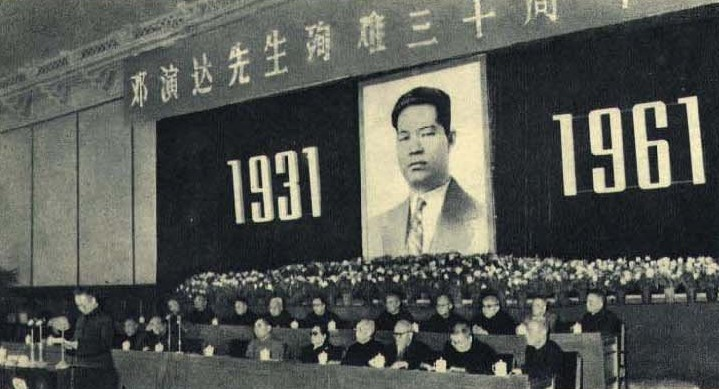
1961年11月28日 纪念邓演达遇难三十周年大会

中华人民共和国建立后，迁葬鄧遗骸于南京灵谷寺旁之原国民革命军阵亡将士第二公墓，并被追认为“革命烈士”。墓址为当时江苏省副省长季方在1953年春提议，之后由中国农工民主党在1957年筹建，墓道入口处为圆形花坛，草坪中间有水泥甬道，尽头为水泥平台。邓演达墓在平台中央，墓前有高4.8米，宽1.2米的墓碑，正面镌刻“邓演达烈士之墓”，背面有中国农工民主党中央委员会撰写的碑文。。
邓演达家乡惠州市惠南大道北段被改名为演达大道，以作纪念。

## 著作
- 《北洋军阀与南京统治的前途》